# Mohammed Deif
Mohammed Deif (árabe: محمّد الضيف, romanizado:  Muḥammad Ḍayf; nascido Mohammed Diab Ibrahim Masri; Khan Yunis, 12 de agosto de 1965 – provavelmente morto  em Khan Yunis a  13 de julho de 2024) foi um militante palestino, comandante das Brigadas Izz ad-Din al-Qassam, o braço militar do Hamas.
Mohammad Masri nasceu em 1965 no Campo de Refugiados Khan Yunis, na Faixa de Gaza, criado após a Guerra Árabe-Israelense de 1948. Depois de ingressar no Hamas em 1990, mais tarde ficou conhecido como Mohammed Deif (Deif significa convidado em árabe), devido ao seu estilo de vida nômade.
Apesar de ser o homem “mais procurado” pelos militares israelitas desde 1995 por orquestrar os assassinatos de soldados e civis israelitas, ele sobreviveu a sete tentativas de assassinato nas últimas duas décadas. Na primeira tentativa de assassinato contra sua vida, acredita-se que ele tenha perdido um olho e, na segunda, uma parte do braço; ele foi considerado deficiente. A esposa de Deif, o filho de 7 meses e a filha de 3 anos foram mortos por um ataque aéreo israelense em 2014. A tentativa mais recente de Israel de matar Deif foi durante a Operação Guardião das Muralhas em maio de 2021.
O Departamento de Estado dos Estados Unidos adicionou Deif à sua lista de terroristas globais, em 8 de setembro de 2015.

## Juventude
Ele nasceu Mohammed Diab Ibrahim al Masri no campo de refugiados de Khan Younis em 1965, filho de uma família de refugiados palestinos de al-Qubeiba e se estabeleceu no campo de Khan Yunis, no sul da Faixa de Gaza.
Passou a estudar ciências na Universidade Islâmica de Gaza, onde fez parte de um grupo de teatro chamado Os Repatriados.
Deif juntou-se ao movimento Hamas no final de 1987. Retornou à escola e recebeu sua educação na Universidade Islâmica de Gaza, onde se formou em 1988 após obter o diploma de bacharel em ciências.
Nessa época, Deif criou o grupo de teatro islâmico al-Ayedun, conhecido por sua paixão por atuar. Ele desempenhou vários papéis teatrais, incluindo figuras históricas.
Deif foi responsável pelo comitê técnico durante sua atividade no Conselho Estudantil da Universidade Islâmica.
Israel prendeu-o em 1989 e ele passou 16 meses na prisão sem julgamento, sob a acusação de trabalhar no aparelho militar do movimento.
Após sua libertação, Deif e outras figuras começaram a estabelecer as Brigadas al-Qassam, o braço militar do Hamas.
Durante a década de 1990, supervisionou e participou de inúmeras operações contra Israel.

## Carreira militante

### Hamas
Deif juntou-se ao Hamas em 1990 com a ajuda de Yahya Ayyash e Adnan al-Ghoul, seus associados de longa data. Em 1994, Deif esteve envolvido nos sequestros e assassinatos dos soldados das FDI Shahar Simani, Aryeh Frankenthal e Nachshon Wachsman. Ele foi pessoalmente responsável, juntamente com Yahya Ayyash, pelos atentados a bomba em ônibus em Jerusalém e Ashkelon, ataques que mataram cerca de 50 israelenses. Cinco homens-bomba que ele enviou a Israel em março de 2000 foram mortos por Yamam. Após a sua libertação da prisão da AP em abril de 2001, esteve envolvido numa “onda de ataques bombistas” que durou vários meses durante a segunda intifada.
Deif tornou-se o comandante militar supremo das Brigadas Izz ad-Din al-Qassam depois que Israel assassinou Salah Shehade em julho de 2002. Israel o considera diretamente responsável pelo assassinato de dezenas de civis em numerosos atentados suicidas desde 1995, entre eles o atentados a bomba em ônibus na estrada de Jaffa em Jerusalém. Ele, juntamente com Nidal Fat'hi Rabah Farahat e Adnan al-Ghoul, desempenharam um papel fundamental nos ataques perpetrados em Israel. Deif estava no topo da lista dos mais procurados de Israel há mais de duas décadas.
Em Fevereiro de 2006, alguns meios de comunicação israelitas argumentaram que Deif construiria uma rede Al-Qaeda na Faixa de Gaza, uma vez que não apoiava a abordagem do Hamas. Esta afirmação, no entanto, foi negada pelas Brigadas Izz ad-Din al-Qassam.

## Tentativas de assassinato
Ele sobreviveu a cinco ataques aéreos israelenses, que lhe causaram ferimentos graves e deficiências. Apesar dos relatos iniciais de sua morte num ataque aéreo israelense em 27 de setembro de 2002, um oficial da inteligência israelense confirmou que ele sobreviveu ao ataque. Seu assistente sênior, Adnan al-Ghoul, foi morto em um ataque aéreo israelense em 21 de outubro de 2004.
Nas primeiras horas da manhã de 12 de Julho de 2006, um avião F16 israelita bombardeou uma casa onde se reuniam líderes de alto nível do Hamas. Deif sobreviveu à explosão, mas feriu gravemente a coluna. Após este evento, Ahmed Jabari tornou-se o comandante interino da ala militar do Hamas, Brigadas Izz ad-Din al-Qassam.
Em 19 de agosto de 2014, a força aérea israelense conduziu um ataque aéreo a uma casa no bairro de Sheikh Radwan, na cidade de Gaza, que matou a esposa de Deif (Widad Asfoura, de 27 anos), e dois de seus filhos (Ali, filho de 7 meses, e Sara, filha de 3 anos), e também três civis. O Hamas negou que Deif tenha sido morto.
Em abril de 2015, foi noticiado na mídia israelense, citando fontes de inteligência, que Deif sobreviveu à tentativa de assassinato.
Durante a Operação Guardião das Muralhas em maio de 2021, foi relatado que os militares israelenses tentaram matar Deif duas vezes em uma semana, mas ele escapou no último minuto em ambas as vezes.

## Citações
Em Dezembro de 2010, o movimento Hamas assinalou o 23º aniversário da sua criação com um folheto oficial intitulado O Caminho da Glória (Darb al-ezza), que inclui declarações de líderes militares do Hamas juntamente com dados estatísticos e numéricos sobre operações militares levadas a cabo contra Israel.
Mohammed Deif escreveu: "As Brigadas Izz ad-Din al-Qassam... estão mais bem preparadas para continuar no nosso caminho exclusivo para o qual não há alternativa, e esse é o caminho da jihad e da luta contra os inimigos da nação muçulmana e a humanidade... Dizemos aos nossos inimigos: vocês estão caminhando para a extinção (zawal), e a Palestina continuará sendo nossa, incluindo Al-Quds (Jerusalém), Al-Aqsa (mesquita), suas cidades e vilas do Mar (Mediterrâneo) até o rio (Jordão), de norte a sul. Você não tem direito a nem um centímetro dele."
Em 14 de dezembro de 2022, Al Deif emitiu uma declaração durante a celebração do 35º aniversário para marcar a fundação do Hamas. Deif disse: “Que todas as bandeiras se unam. Que todas as frentes se unam. Que todas as plataformas (da Resistência) sejam abertas para um único objetivo, que é a Libertação da Palestina”.

### Guerra Israel-Hamas de 2023–2024
Deif disse em uma mensagem gravada no primeiro dia da guerra Israel-Hamas de 2023, que foi em resposta ao que ele chamou de "profanação" da Mesquita de Al-Aqsa, e Israel matando e ferindo centenas de palestinos em 2023. Ele apelou aos palestinos e aos árabes israelenses para "expulsarem os ocupantes e demolirem os muros". Ele continuou: "À luz dos contínuos crimes contra o nosso povo, à luz da orgia de ocupação e à sua negação das leis e resoluções internacionais, e à luz do apoio americano e ocidental, nós decidimos acabar com tudo isso, para que o inimigo entenda que não pode mais festejar sem ser responsabilizado."
Em 13 de julho de 2024, ele foi alvo de um ataque israelense no bairro de al-Mawasi, em Khan Yunis, no sul da Faixa de Gaza. De acordo com relatórios do Ministério da Saúde de Gaza, pelo menos 90 palestinos foram mortos e mais de 300 ficaram feridos como resultado do ataque. As IDF relataram que um dos associados de Deif e um dos mentores do ataque de 7 de outubro, o comandante da Brigada Khan Yunis, Rafa'a Salameh, estava entre os mortos. Em relação a Deif, afirmou que havia sinais de que ele também havia sido eliminado, mas eles não obtiveram uma confirmação oficial. Enquanto isso, o Hamas negou que Deif tivesse morrido. Em 1º de agosto de 2024, as IDF alegaram ter confirmado seu assassinato.